# 1995年の出版
1995年の出版（1995ねんのしゅつぱん）では、1995年の出版に関する出来事についてまとめる。

## 出版の出来事
出版社の設立・倒産。文庫・新刊の創刊。雑誌の創刊・休刊・廃刊・復刊の日付はそれぞれの創刊号・最終号・復刊号の発売日である。

### 2月
- 2月24日 - 角川書店の月刊テレビ情報誌『TV cosmos』を最終号を発行。[1]
- メディアックスの成人向け漫画雑誌『コミック花いちもんめ』を休刊。

### 3月
- 3月24日 - 角川書店の月刊テレビ情報誌『月刊ザ・テレビジョン』を創刊。[2]
- 少年出版社がコアマガジンに社名変更。

### 7月
- 7月15日 - 主婦と生活社の幼児向けの雑誌『ね〜ね〜』を創刊。

### 10月
- 10月11日 - アスキーの競馬雑誌『サラブレ』を創刊。[3]
- 20日 - アポロ出版の自動車雑誌『ザ・マイカー』を創刊。[4]

### 12月
- 12月7日 - 『家族姦係』が創刊。
- 12月9日 - 白夜書房の競輪情報誌『けいりんマガジン』を創刊。

特記した場合を除き創刊・休刊・廃刊・復刊の日付はそれぞれの創刊号・最終号・復刊号の発売日である。